# Ewige Wand
Die Ewige Wand ist ein 1183 m ü. A. hoher Berg im Toten Gebirge bei Bad Goisern. Der Gipfel schließt westlich an den Predigstuhl an und ist nur durch eine schwach ausgeprägte Scharte, über die der Radsteig führt, von diesem getrennt. Die eigentliche Ewige Wand ist eine sehr lange und gegen Süden gerichtete Wandflucht, die zu den steilsten Felsformationen des Toten Gebirges zählt. Durch den Westteil ist ein schöner Aussichtsweg gesprengt, der durch zwei Tunnels führt. Viele Sportkletterrouten führen durch diese Wand und auch ein kurzer Klettersteig.

## Aufstieg
Markierte Anstiege:
- Radsteig vom Berggasthof Predigtstuhl
- Sagenweg von der Rathlucken Hütte